# Penisklem
De penisklem is een weinig gebruikte methode om (druppel)incontinentie bij mannen tegen te gaan.
Er zijn verschillende modellen maar de werking is hetzelfde; door het gebruik van een speciale klem wordt de urineleider dichtgeknepen. Vanwege het risico op complicaties (drukplekken, slechte doorbloeding) en het feit dat het gebruik van de klem pijnlijk is, wordt deze methode nog maar zelden gebruikt.
De penisklem wordt net achter de eikel aangebracht en dient om de 3 à 4 uur te worden verwijderd voor de doorbloeding. Voor nachtelijk gebruik is de klem niet geschikt.